# Zaouiat Ben Hmida
Zaouiat Ben Hmida  (in arabo زاوية بن احميدة‎?) è un centro abitato e comune rurale del Marocco situato nella provincia di Essaouira, regione di Marrakech-Safi. Conta una popolazione di 6 922 abitanti (censimento 2014).